# Immortal
Immortal – norweska grupa muzyczna wykonująca black metal. Powstała w 1990 roku w Bergen z inicjatywy basisty i wokalisty Olve "Abbatha" Eikemo, gitarzysty Haralda "Demonaza" Nævdala oraz perkusisty Gerharda "Armagedda" Herfindala. Do 2010 roku ukazało się osiem albumów studyjnych formacji cieszących się niejednoznacznym przyjęciem ze strony krytyków muzycznych jak i publiczności. Ostatni wydany w 2009 roku album pt. All Shall Fall, odniósł największy sukces komercyjny w historii działalności Immortal. Wydawnictwo dotarło m.in. do 162. miejsca listy Billboard 200 w Stanach Zjednoczonych. Pomimo sukcesu grupa utrzymuje swe przywiązanie do artystycznego podziemia, odrzucając m.in. nominację do nagrody norweskiego przemysłu muzycznego Spellemannprisen.

## Historia

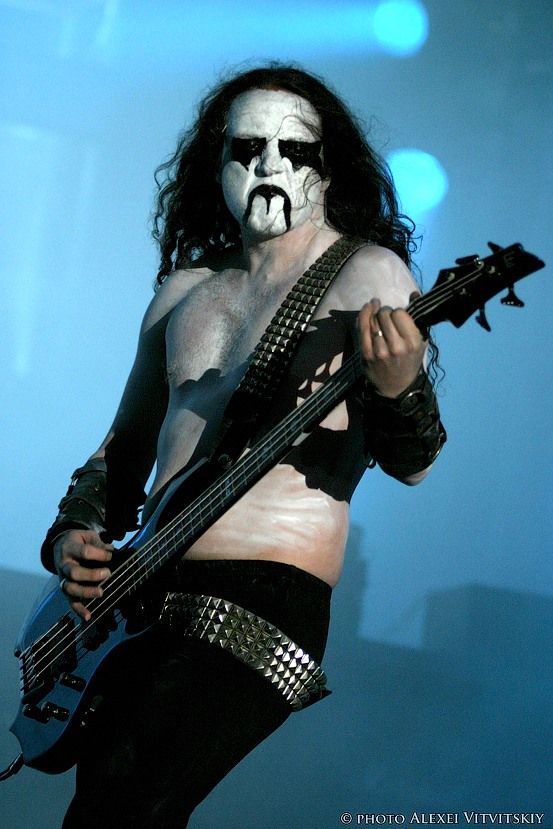
Ole Jørgen "Apollyon" Moe podczas koncertu na festiwalu Wacken Open Air 4 sierpnia 2007 roku

Zespół powstał w 1990 roku Bergen. Formację utworzyli basista i wokalista Olve "Abbath" Eikemo, gitarzysta Harald "Demonaz" Nævdal oraz perkusista Gerhard "Armagedda" Herfindal. W lipcu 1991 roku w Garnie Slakthuset zespół zarejestrował czteroutworowe demo pt. Immortal. Nagrania zostały wydane na kasecie magnetofonowej jeszcze tego samego miesiąca. Okładkę wydawnictwa ozdobił rysunek zatytułowany "The Northern Upir's Death", autorstwa Pera Yngve Ohlina znanego pod pseudonimem "Dead", ówczesnego wokalisty prekursorów black metalu - zespołu Mayhem. Nagrania przyniosły zespołowi zainteresowanie ze strony francuskiej wytwórni muzycznej Listenable Records, która podpisała z Immortal kontrakt wydawniczy. Wkrótce potem trio przystąpiło do prac nad minialbumem zatytułowanym Immortal. Muzycy do współpracy zaprosili inżyniera dźwięku Eirika "Pyttena" Hundvina, który w Sony PLM 2500 Studio nagrał wraz z zespołem trzy utwory. Pierwsze oficjalne wydawnictwo Immortal ukazało się w limitowanym nakładzie na 7" płycie winylowej 1 października 1991 roku.
W kwietniu 1992 roku w Grieghallen Studios zespół rozpoczął nagrania debiutanckiego albumu studyjnego. Muzycy do współpracy ponownie zaprosili Hundvina. Efektem współpracy była płyta pt. Diabolical Fullmoon Mysticism, która ukazała się 1 lipca 1992 roku. Wydawnictwo na podstawie nowego kontraktu wydała firma Osmose Productions. Wkrótce potem Herfindal został zwolniony z funkcji perkusisty. Tymczasowo funkcję perkusisty objął Jan Atle "Kolgrim" Åserød, który zagrał wraz z Immortal jeden koncert w grudniu 1992 roku. W 1993 duet Eikemo i Nævdal rozpoczął nagrania drugiego albumu. Podczas sesji w Grieghallen Studios, Eikemo zarejestrował także ślady perkusji. 1 października tego samego roku ukazała się płyta Pure Holocaust. Jeszcze przed premierą do zespołu dołączył perkusista Erik "Grim" Brødreskift, który został uwzględniony we wkładce płyty, pomimo braku udziału w realizacji nagrań. Drugie wydawnictwo Immortal było promowane podczas europejskiej trasy koncertowej Fuck Christ, w której wziął także udział kanadyjski kwintet Blasphemy.
Koncerty w Europie przysporzyły Immortal popularności na scenie muzyki blackmetalowej. Efektem były kolejne koncerty w ramach tournée pod nazwą Sons of Northern Darkness. Immortal towarzyszył szwedzki zespół Marduk, również związany z firmą Osmose Productions. Jeszcze w 1994 roku z zespołu odszedł Brødreskift, który dołączył wkrótce potem do zespołu Rogera "Infernusa" Tiegesa - Gorgoroth. W 1995 roku ponownie jako duet Immortal zrealizował trzeci album pt. Battles in the North. Wydawnictwo ukazało się 15 maja 1995 roku. Płyta spotkała się ze znaczną krytyką ze względu na niską jakość dźwięku, a także błędy w poligrafii. Efektem było wycofanie ze sprzedaży pierwszego wydania oraz pośpieszna reedycja ze strony wytwórni Osmose Productions. W międzyczasie funkcję perkusisty na krótko objął Jan Axel "Hellhammer" Blomberg znany z występów w grupie Mayhem. Muzyk wystąpił w opublikowanym tego samego roku teledysku do utworu "Grim and Frostbitten Kingdoms". Obraz ukazał się także na dwuutworowej kasecie wideo zatytułowanej Masters of Nebulah Frost (1995).
W 1996 roku do zespołu dołączył perkusista Reidar "Horgh" Horghagen. Na przełomie września i listopada tego samego roku w Sigma Recording Studios zespół nagrał czwarty album studyjny. Płyta zatytułowana Blizzard Beasts ukazała się 20 marca 1997 roku. Wydawnictwo przyniosło zespołowi pierwszy sukces komercyjny. Nagrania dotarły do 40. miejsca fińskiej listy sprzedaży. Był to ostatni album Immortal z Nævdalem w roli gitarzysty, u którego zdiagnozowano zapalenie ścięgien. Schorzenie będące efektem braku ćwiczeń rozgrzewających uniemożliwiło muzykowi dalszą grę na instrumencie. Pełniący także funkcję autora tekstów Nævdal pozostał jednak w zespole. Funkcję gitarzysty w zespole objął Eikemo, natomiast nowym basistą został Ronny "Ares" Hovland. W 1999 roku grupa przystąpiła do prac nad piątym albumem. W międzyczasie zespół opuścił Hovland, którego obowiązki podczas sesji nagraniowej przejął Eikemo. 7 grudnia 1999 roku ukazała się płyta pt. At the Heart of Winter. Wydawnictwo zostało zarejestrowane w szwedzkich Abyss Studios we współpracy z inżynierem Peterem Tägtgrenem. Pod koniec roku skład Immortal uzupełnił basista Stian "Iscariah" Smørholm.
27 kwietnia 2000 roku, niespełna pół roku po poprzednim albumie ukazała się płyta Damned in Black. Materiał zarejestrowany ponownie we współpracy Tägtgrenem, który był także współproducentem. Wydawnictwo dotarło do 94. miejsca listy Media Control Charts w Niemczech. Zespół promował szóstą płytę podczas koncertów w Stanach Zjednoczonych, a także w Meksyku. W międzyczasie nakładem Spikefarm Records ukazała się kompilacja True Kings of Norway. Na płycie znalazły się kompozycje zespołów Emperor, Arcturus, Ancient, Dimmu Borgir oraz Immortal. Również w 2000 roku Horghagen jako muzyk koncertowy na krótko dołączył do formacji Petera Tägtgrena - Pain. Rok później ukazała się kompilacja Originators of Northern Darkness - A Tribute to Mayhem dedykowana twórczości zespołu Mayhem. Na płycie znalazł się utwór "From the Dark Past" w wykonaniu Immortal. W 2002 roku muzycy podpisali kontrakt z wytwórnią muzyczną Nuclear Blast. 5 lutego tego samego roku ukazał się siódmy album Immortal zatytułowany Sons of Northern Darkness. Na krótko przed premierą z zespołu odszedł Smørholm, którego zastąpił Yngve "Saroth" Liljebäck. W odnowionym składzie zespół wziął udział w objazdowym festiwalu No Mercy Festival. Podczas licznych koncertów w Europie muzycy wystąpili m.in. wraz z grupami Vader, Hypocrisy i Malevolent Creation. Kolejne koncerty Immortal odbyły się w USA. Zespół poprzedzał występy heavymetalowej formacji Manowar.

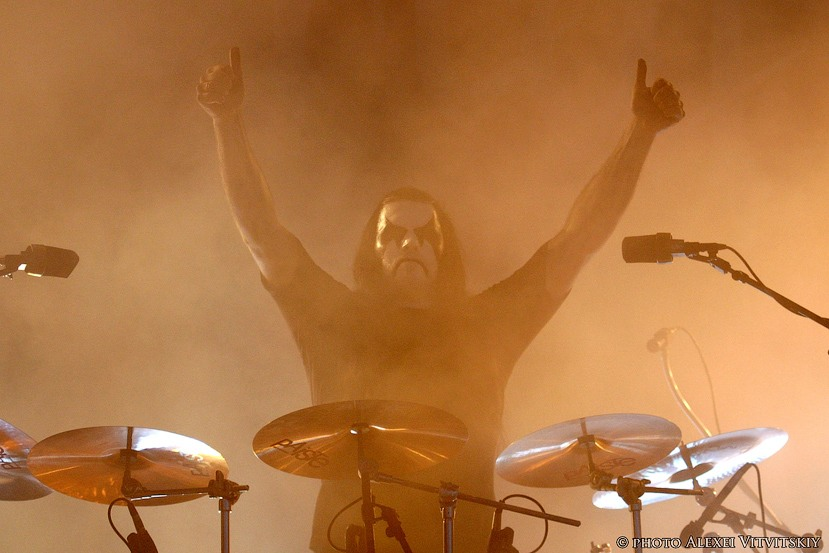
Reidar "Horgh" Horghagen podczas koncertu na festiwalu Wacken Open Air 4 sierpnia 2007 roku

W 2003 roku firma Nuclear Blast wystosowała oświadczenie, w którym zakomunikowała zawieszenie działalności Immortal. Wkrótce potem informację potwierdzili także członkowie zespołu. Członkowie Immortal skupili się na działalności w innych projektach muzycznych. Jeszcze w 2003 roku ukazała się płyta zespołu Grimfist pt. Ghouls of Grandeur w której nagraniach wziął udział Horghagen. Rok później muzyk dołączył także do grupy Hypocrisy. W 2005 roku Eikemo, m.in. wraz z byłym perkusistą Immortal - Gerhardem Herfindalem powołał zespół pod nazwą I. Debiutancki album formacji pt. Between Two Worlds ukazał się w 2006 roku nakładem Nuclear Blast. Także w 2006 roku zespół wznowił działalność w odnowionym składzie. Eikemo, Nævdal i Horghagen zaprosili do współpracy Ole Jørgena "Apollyona" Moe, który objął funkcję basisty. Pierwsze koncerty po reaktywacji odbyły się w 2007 roku.
Również w 2007 roku Nævdal powołał zespół pod nazwą Demonaz, w nawiązaniu do własnego pseudonimu. W 2008 roku muzycy Immortal rozpoczęli prace nad kompozycjami z przeznaczeniem na ósmy album. Nagrania rozpoczęły się w kwietniu 2009 roku w Grieghallen Studios oraz Abyss Studios. Podobnie jak w przypadku czterech poprzednich albumów zespół do współpracy zaprosił Petera Tägtgrena. 25 września 2009 roku został wydany ósmy album Immortal pt. All Shall Fall. Płyta przyniosła grupie największy sukces komercyjny w historii działalności. Nagrania były notowane na listach sprzedaży w ośmiu krajach, w tym w Stanach Zjednoczonych, gdzie dotarły do 162. miejsca listy Billboard 200. 6 sierpnia 2010 roku ukazało się pierwsze wydawnictwo DVD Immortal zatytułowane The Seventh Day of Blashyrkh. Na płycie znalazł się zapis występu zespołu podczas festiwalu Wacken Open Air w 2007 roku.

## Muzycy
Obecny skład zespołu

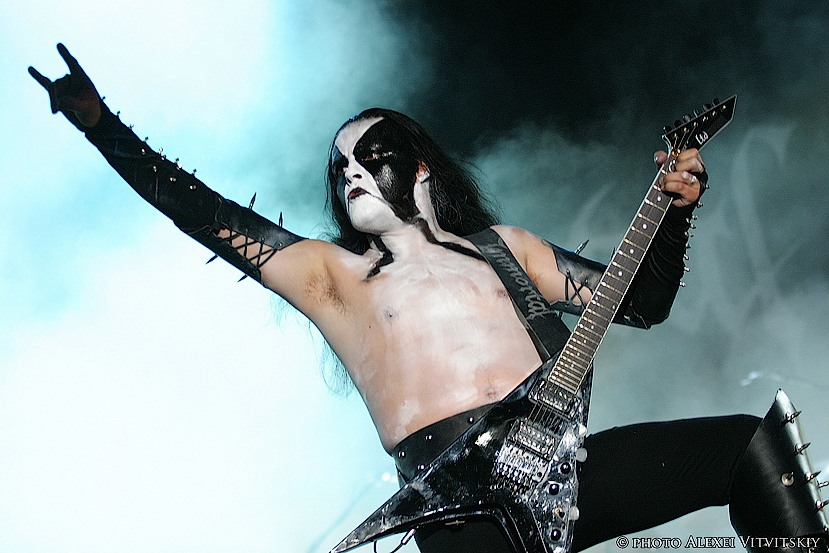
Olve "Abbath" Eikemo podczas koncertu na festiwalu Wacken Open Air 4 sierpnia 2007 roku

- Harald "Demonaz" Nævdal - gitara (1990-1997), słowa (1990-2003, od 2006), wokal (od 2015)

Byli członkowie zespołu
- Olve "Abbath" Eikemo - gitara basowa (1990-1998), wokal (1990-2003, 2006-2015), perkusja (1993-1995), gitara (1997-2003, 2006-2015)
- Gerhard "Armagedda" Herfindal - perkusja (1990-1992)
- Jørn Inge Tunsberg - gitara (1990-1991)
- Reidar "Horgh" Horghagen - perkusja (1996-2003, 2006-2020)
- Stian "Iscariah" Smørholm - gitara basowa (1999-2002)
- Ole Jørgen "Apollyon" Moe - gitara basowa (2006-2017)

Muzycy koncertowi
- Jan Atle "Kolgrim" Åserød - perkusja (1992)
- Erik "Grim" Brødreskift - perkusja (1993-1994)
- Jan Axel "Hellhammer" Blomberg - perkusja (1995)
- Ronny "Ares" Hovland - gitara basowa (1998)
- Yngve "Saroth" Liljebäck - gitara basowa (2002-2003)

## Dyskografia

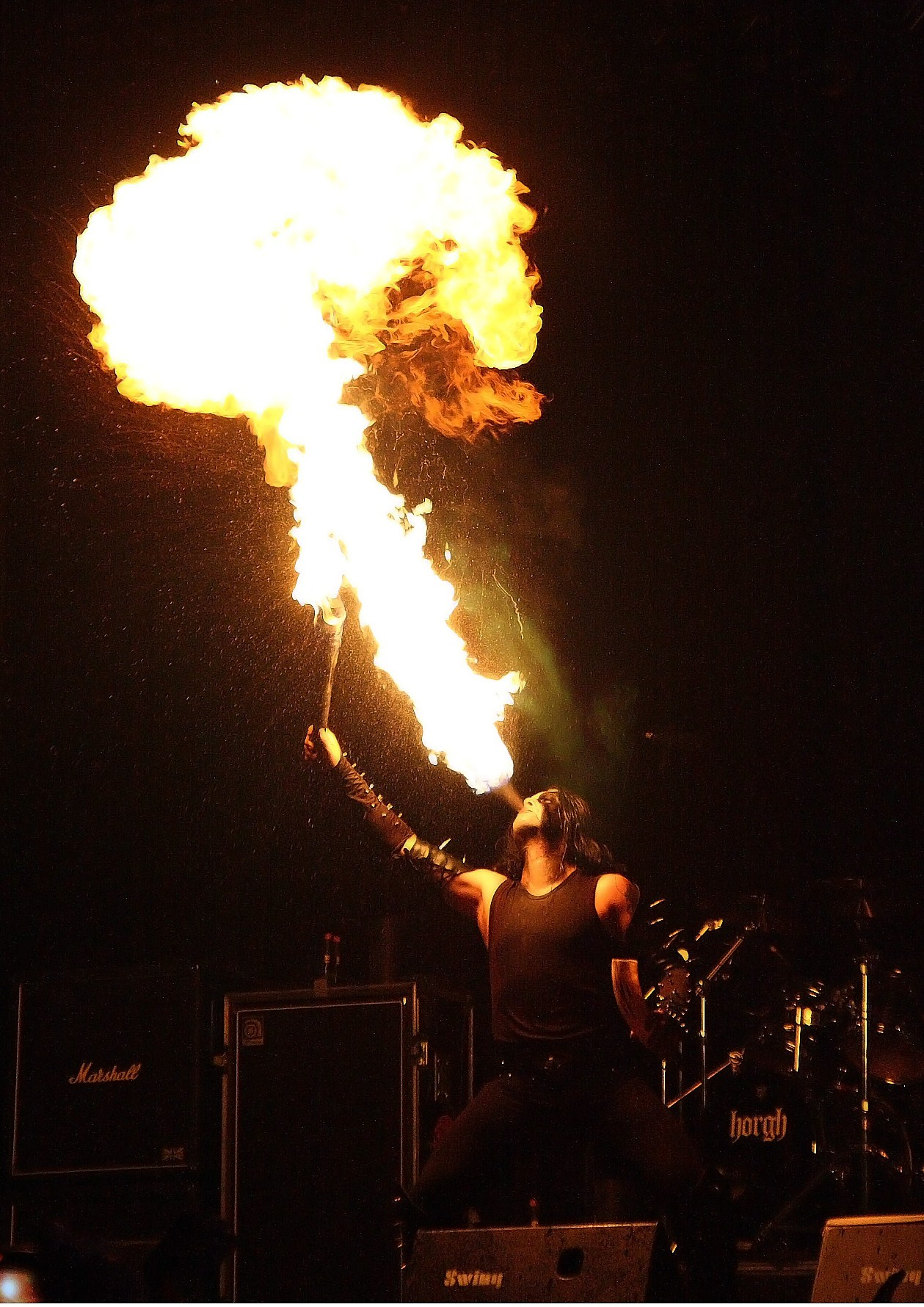
Olve "Abbath" Eikemo podczas koncertu na festiwalu Metalway 28 listopada 2009 roku

Albumy studyjne
| Rok                            | Tytuł                                                                            | Pozycja na liście | Pozycja na liście | Pozycja na liście | Pozycja na liście | Pozycja na liście | Pozycja na liście | Pozycja na liście | Pozycja na liście |
| Rok                            | Tytuł                                                                            | NOR               | SWE               | FIN               | AUT               | CHE               | FRA               | DEU               | USA               |
| ------------------------------ | -------------------------------------------------------------------------------- | ----------------- | ----------------- | ----------------- | ----------------- | ----------------- | ----------------- | ----------------- | ----------------- |
| 1991                           | Immortal (EP) - Data: 1 października 1991 - Wydawca: Listenable Records          | —                 | —                 | —                 | —                 | —                 | —                 | —                 | —                 |
| 1992                           | Diabolical Fullmoon Mysticism - Data: 1 lipca 1992 - Wydawca: Osmose Productions | —                 | —                 | —                 | —                 | —                 | —                 | —                 | —                 |
| 1993                           | Pure Holocaust - Data: 1 listopada 1993 - Wydawca: Osmose Productions            | —                 | —                 | —                 | —                 | —                 | —                 | —                 | —                 |
| 1995                           | Battles in the North - Data: 15 maja 1995 - Wydawca: Osmose Productions          | —                 | —                 | —                 | —                 | —                 | —                 | —                 | —                 |
| 1997                           | Blizzard Beasts - Data: 20 marca 1997 - Wydawca: Osmose Productions              | —                 | —                 | 40                | —                 | —                 | —                 | —                 | —                 |
| 1999                           | At the Heart of Winter - Data: 7 grudnia 1999 - Wydawca: Osmose Productions      | —                 | —                 | —                 | —                 | —                 | —                 | —                 | —                 |
| 2000                           | Damned in Black - Data: 27 kwietnia 2000 - Wydawca: Osmose Productions           | —                 | —                 | —                 | —                 | —                 | —                 | 95                | —                 |
| 2002                           | Sons of Northern Darkness - Data: 5 lutego 2002 - Wydawca: Nuclear Blast         | —                 | —                 | 31                | —                 | —                 | —                 | 58                | —                 |
| 2009                           | All Shall Fall - Data: 25 września 2009 - Wydawca: Nuclear Blast                 | 21                | 34                | 20                | 52                | 45                | 48                | 33                | 162               |
| 2018                           | Northern Chaos Gods - Data: 6 lipca 2018 - Wydawca: Nuclear Blast                | —                 | —                 | —                 | —                 | —                 | —                 | —                 | —                 |
| 2023                           | War Against All - Data: 26 móc 2023 - Wydawca: Nuclear Blast                     | —                 | —                 | —                 | —                 | —                 | —                 | —                 | —                 |
| "—" pozycja nie była notowana. |                                                                                  |                   |                   |                   |                   |                   |                   |                   |                   |

Inne
| Rok  | Tytuł |
| ---- | --- |
| 1991 | Immortal (demo) - Data: lipiec 1991 - Wydawca: brak (wydanie własne)                                                   |
| 2000 | True Kings of Norway (split) - Data: 12 czerwca 2000 - Wydawca: Spikefarm Records                                      |
| 2001 | Originators of Northern Darkness - A Tribute to Mayhem (tribute album) - Data: 2 maja 2001 - Wydawca: Avantgarde Music |

## Wideografia
| 1995                           | Masters of Nebulah Frost (VHS) - Data: 1995 - Wydawca: Osmose Productions           | —  | —  | —  | — |
| 2010                           | The Seventh Day of Blashyrkh (DVD) - Data: 6 sierpnia 2010 - Wydawca: Nuclear Blast | 74 | 60 | 15 | 4 |
| "—" pozycja nie była notowana. |                                                                                     |    |    |    |   |

## Teledyski
| Rok  | Tytuł                                | Reżyseria    | Album                         |
| ---- | ------------------------------------ | ------------ | ----------------------------- |
| 1992 | "The Call of the Wintermoon"         | —            | Diabolical Fullmoon Mysticism |
| 1993 | "Unsilent Storms in the North Abyss" | —            | Pure Holocaust                |
| 1995 | "Blashyrkh (Mighty Ravendark)"       | —            | Battles In The North          |
| 1995 | "Grim and Frostbitten Kingdoms"      | David Palsar | Battles In The North          |
| 2002 | "One By One"                         | —            | Sons Of Northern Darkness     |
| 2010 | "All Shall Fall"                     | Varde Film   | All Shall Fall                |

## Nagrody i wyróżnienia
| Rok  | Kategoria                                           | Nagroda                         | Uwagi     |
| ---- | --------------------------------------------------- | ------------------------------- | --------- |
| 2003 | Metal Album Of The Year (Sons of Northern Darkness) | Alarmprisen                     | Nominacja |
| 2003 | Metal (Sons of Northern Darkness)                   | Spellemannprisen                | Nominacja |
| 2010 | The Best Black Metal Album (All Shall Fall)         | Metal Storm Awards 2009         | 1 miejsce |
| 2010 | Metal (All Shall Fall)                              | Spellemannprisen                | Nominacja |
| 2010 | Best Underground Band                               | Metal Hammer Golden Gods Awards | Nagroda   |